# Диодор из Эфеса
Диодор (др.-греч. Διόδωρος) — военачальник и политик Эфеса IV века до н. э.

## Биография
Полиэн писал, что сыновья Эхеанакта Анаксагор, Кодр и Диодор в 324 году до н. э. убили тирана их родного города Эфеса Гегесия. Македонский сатрап Филоксен потребовал выдачи убийц, а затем, не получив их, отправился с войском в Эфес. Диодор с братьями были арестованы и отправлены в цитадель в Сардах. Там они совершили дерзкую попытку побега. С помощью полученного от кого-то из друзей напильника они перерезали оковы, а затем спустились со стен по верёвкам. Анаксагору и Кодру удалось бежать, в то время как Диодор повредил ногу и был вновь арестован. Его отправили в Вавилон на суд Александра Македонского. По мнению Г. Берве, в Вавилон Диодора доставил Менандр. Однако, Александр умер в 323 году до н. э., не успев принять решение по делу Диодора. Новый регент Македонской империи Пердикка приказал отправить его обратно в Эфес, чтобы там Диодора судили по местным законам. Узнав об этом Анаксагор и Кодр вернулись в Эфес, где добились оправдания брата.
Впоследствии Диодор перешёл на службу к Антигону Одноглазому. Полиэн упоминает его в контексте событий 303 года до н. э. Сын Антигона Деметрий Полиоркет командовал войсками отца в Греции. Он приказал командиру наёмников Диодору атаковать Сикион с запада со стороны Пеллены, в то время как сам напал на город с востока. Одновременно в бой вступил флот. Замысел Деметрия удался и город был взят в ходе штурма.
В 302/301 году до н. э. Деметрий Полиоркет назначил Диодора фрурархом (комендантом городского гарнизона) Эфеса. За спиной Деметрия Диодор согласился сдать город Лисимаху за 50 талантов. Деметрий узнал об этом и хитростью вызвал предателя на корабль со своими людьми, где его и арестовали. Дальнейшая судьба Диодора неизвестна.
Г. Берве считал идентичность Диодора-тираноубийцы и Диодора-военачальника возможной, но недоказанной.